# Эпоксиды
Эпоксиды (оксираны) — насыщенные трёхчленные гетероциклы, содержащие в цикле один кислородный атом. Эпоксиды являются циклическими простыми эфирами, однако вследствие напряжённости трёхчленного цикла обладают высокой реакционной способностью в реакциях раскрытия цикла.

## Физические свойства
Низшие эпоксиды — за исключением газообразной при нормальных условиях окиси этилена — жидкости с эфирным запахом, хорошо растворимые в органических растворителях, температуры кипения эпоксидов несколько выше температур кипения простых эфиров с близкими молекулярными массами.
Длины связей углерод-углерод эпоксидного кольца — 0,147 нм, углерод-кислород — 0,144 нм, угол при атоме кислорода COC — 61°24'. В ИК-спектрах присутствуют характеристические полосы поглощения валентных колебаний кольца при 1250 см−1, также присутствуют полосы при 950—810 см−1 и 840—750 см−1.

## Синтез
Наиболее общими методами синтеза эпоксидов являются селективное окисление алкенов (эпоксидирование) и циклизация при дегидрогалогенировании галогенгидринов под действием оснований.
Лабораторным методом эпоксидирования алкенов является реакция Прилежаева — взаимодействие алкенов с перкарбоновыми кислотами в инертных неполярных или слабополярных растворителях:
Эпоксидирование алкенов может осуществляться и под действием других пероксидных соединений (трет-бутилгидропероксид, пероксид водорода в щелочной среде при эпоксидировании α, β-непредельных карбонильных соединений), в промышленности этиленоксид получают каталитическим окислением этилена кислородом воздуха.
Другим общим методом синтеза эпоксидов является дегидрогалогенирование галогенгидринов под действием оснований, являющееся внутримолекулярным вариантом синтеза простых эфиров алкилированием алкилгалогенидов алкоголятами (внутримолекулярная реакция Вильямсона):
Этот метод синтеза эпоксидов используют и в промышленности благодаря доступности хлоргидринов, получаемых реакцией алкенов с хлором в присутствии воды:

## Реакционная способность
Благодаря угловому напряжению трёхчленного цикла эпоксиды гораздо более реакционноспособны по сравнению с ациклическими и ненапряжёнными циклическими простыми эфирами. Наиболее характерными и имеющими наибольшее значение в химии эпоксидов являются реакции с нуклеофилами с раскрытием цикла.
Под действием нуклеофилов раскрытие цикла происходит по механизму бимолекулярного нуклеофильного замещения SN2, при этом, в случае наличия в эпоксидном кольце алкильных или арильных заместителей, атака нуклеофила направляется на наименее замещённый атом углерода, реакция идёт стереоспецифично с сохранением конфигурации.
Нуклеофильное присоединение к эпоксидам может катализироваться электрофилами. Так, при кислотном катализе на первой быстрой и обратимой стадии реакции происходит протонирование атома кислорода с образованием оксониевого катиона. Дальнейший путь реакции зависит от стабильности образовавшегося оксониевого иона. Если оксониевый ион стабилен, то далее он подвергается нуклеофильной атаке по механизму SN2:
В случае замещённых эпоксидов возможно раскрытие циклического оксониевого катиона с образованием стабильного третичного карбокатиона, который далее подвергается нуклеофильной атаке по механизму мономолекулярного замещения SN1. В таком случае направление раскрытия эпоксидного кольца противоположно наблюдающемуся при механизме SN2: присоединение нуклеофила идёт по наиболее замещённому атому углерода этиленоксидного цикла.
При взаимодействии с роданид-ионом или тиомочевиной эпоксиды образуют тиираны (эписульфиды):
начальная стадия реакции - нуклеофильная атака атома серы с раскрытием эпоксидного цикла - идет по механизму SN2:

## Биологическое значение
Эпоксиды образуются в организме человека в результате биотрансформации чужеродных соединений — ксенобиотиков. Источниками ксенобиотиков являются антропогенная деятельность (загрязнение воздуха, воды, почвы и т. д.) и биологические факторы (загрязнение пищевых продуктов патогенными микроорганизмами). В процессе биотрансформации некоторых ксенобиотиков (бензола, ароматических и полиароматических соединений) под действием ферментной системы (микросомальная система окисления) происходит образование эпоксидного цикла, сама реакция носит название эпоксидирование. Образовавшиеся продукты обладают высокой реакционной способностью. Они легко алкилируют нуклеофильные центры нуклеиновых кислот. Изменения структуры ДНК ведёт к повышению количества мутаций.